# Saint-Cirq-Lapopie
Saint-Cirq-Lapopie är en kommun i departementet Lot i regionen Occitanien i södra Frankrike. Kommunen ligger i kantonen Saint-Géry som tillhör arrondissementet Cahors. År 2022 hade Saint-Cirq-Lapopie 204 invånare.

## Befolkningsutveckling
Antalet invånare i kommunen Saint-Cirq-Lapopie
| Referens: INSEE |